# سلسلة الجبال العابرة للقارة القطبية الجنوبية
سلسلة الجبال العابرة للقارة القطبية الجنوبية سلسلة جبال في القارة القطبية الجنوبية و التي تمتد بدون اٍنقطاع من رأس أدار حتى أرض المعاطف وتفصل أنتاركتيكا الشرقية عن أنتاركتيكا الغربية.
تضم السلسلة جبال مجاورة لكن بأسماء مختلفة على طول الشاطئ الغربي لبحر روس (سلسلة الملكة ألكسندرا، جبل الملكة مود) و أيضا من الجانب الجنوبي لحاجز روس (جبل هورليك، جبل ثيال، جبل بنساكولا)